# Saint-Gladie-Arrive-Munein
Saint-Gladie-Arrive-Munein är en kommun i departementet Pyrénées-Atlantiques i regionen Nouvelle-Aquitaine i sydvästra Frankrike. Kommunen ligger i kantonen Sauveterre-de-Béarn som tillhör arrondissementet Oloron-Sainte-Marie. År 2022 hade Saint-Gladie-Arrive-Munein 198 invånare.

## Befolkningsutveckling
Antalet invånare i kommunen Saint-Gladie-Arrive-Munein
| Referens: INSEE |